# Pilosocereus albisummus
Pilosocereus albisummus är en kaktusväxtart som beskrevs av P.J. Braun och Esteves. Pilosocereus albisummus ingår i släktet Pilosocereus och familjen kaktusväxter. Inga underarter finns listade i Catalogue of Life.